# Melatonin
Melatonin (/ ˌ mɛ lə toʊ nɪn /), còn được gọi là chất hóa học N-acetyl-5-methoxytryptamine, là một hormone tồn tại tự nhiên ở hầu hết các động vật, bao gồm cả con người, và một số sinh vật sống khác, kể cả rong. Mức độ lưu thông tuỳ thuộc vào chu kỳ sống hàng ngày, và melatonin đóng vai trò quan trọng trong việc duy trì nhịp sống bình thường của một số chức năng sinh lý. Nhiều hệ quả sinh học của melatonin được tạo ra từ hoạt động của các melatonin cảm ứng, trong khi các hệ quả khác có vai trò kiểm soát và chống oxy hóa mạnh với chức năng chuyên biệt là bảo vệ nhân và mitochondrial DNA.